# Terrorismusbekämpfung

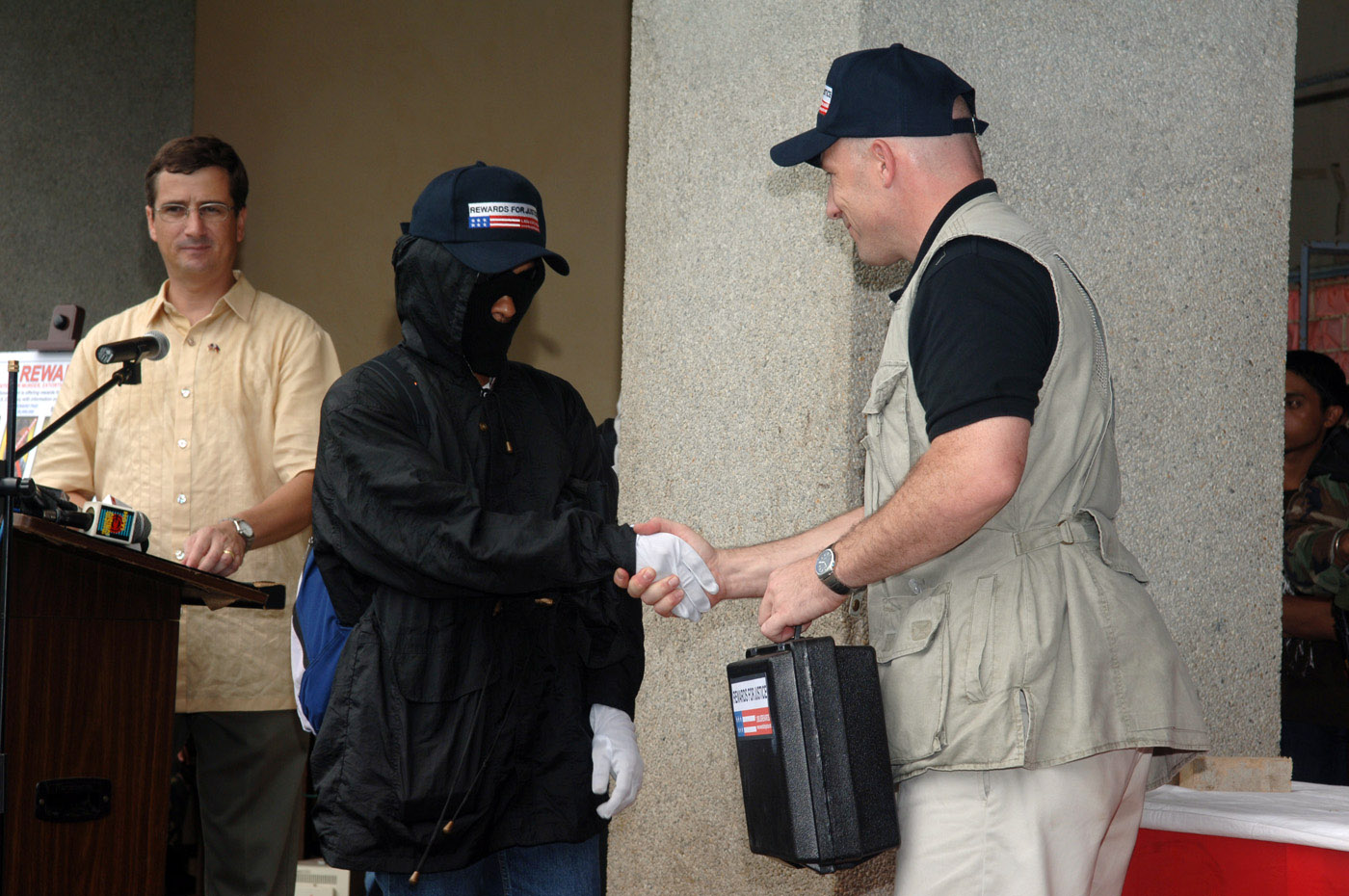
Übergabe der Belohnung an einen Informanten auf den Philippinen, 2007

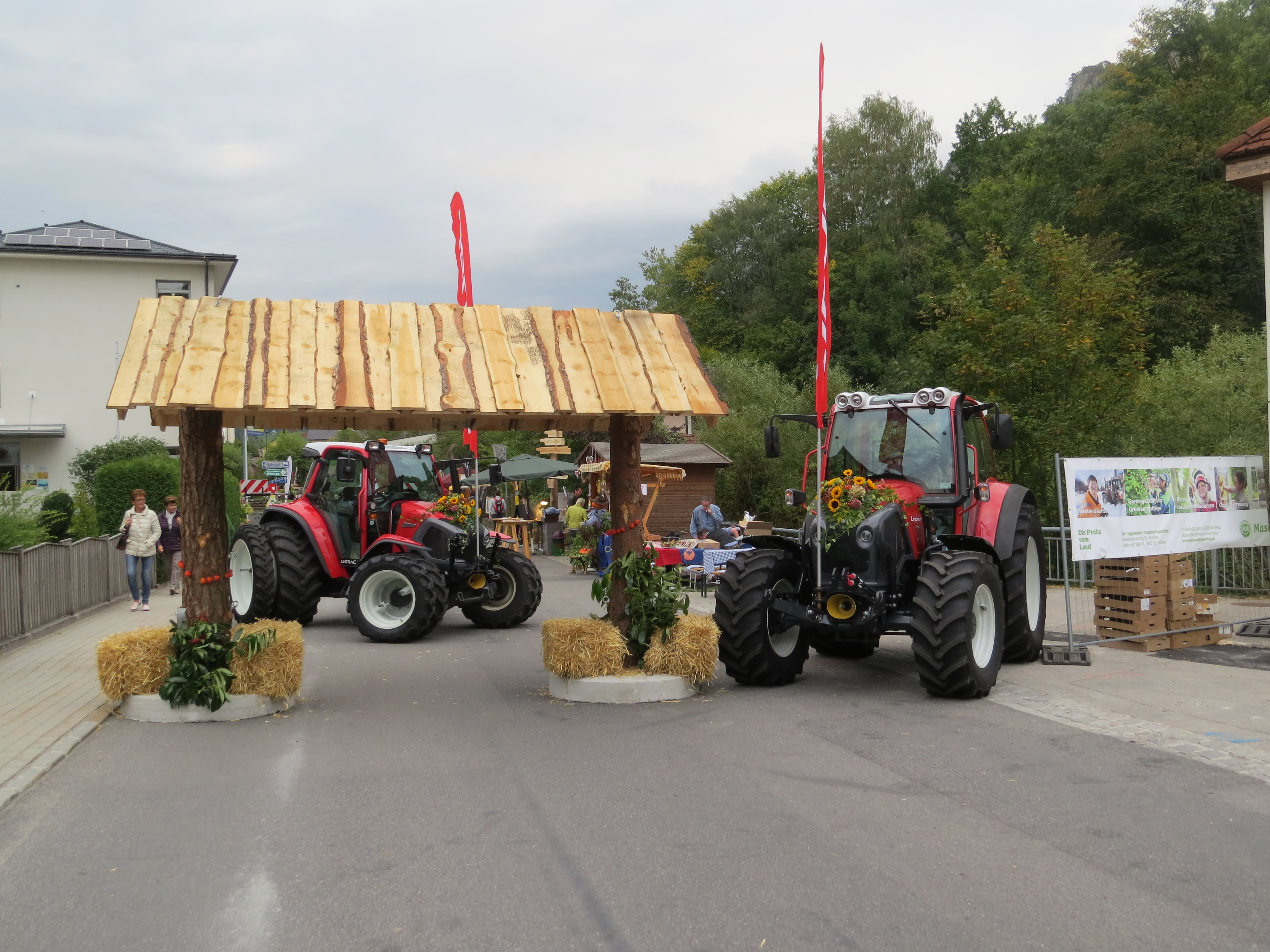
Terrorismusabwehr mit Traktoren beim Eingangsbereich einer überregionalen Veranstaltung in Frankenfels, Niederösterreich (September 2017)

Die Terrorismusbekämpfung hat zum Ziel, terroristische Aktionen im Vorfeld zu erkennen, zu verhindern und terroristische Vereinigungen oder Einzeltäter zu bekämpfen. Klassische Strategien zur Terrorismusbekämpfung umfassen vor allem militärische Einsätze, Einflussnahme (Winning Hearts and Minds) und Demokratisierung, während Abschreckung, Entwicklungszusammenarbeit und Beschwichtigung seltener angewandt worden sind.
Das „Überleben“ von Terrororganisationen hängt hauptsächlich von drei Faktoren ab:
- der Fähigkeit, Unterstützung aus der Bevölkerung zu bekommen,
- der Effektivität der Antiterrorkampagnen der Regierungen sowie
- der Fähigkeit der Terroristen, außenstehende Geldgeber zu finden.[2]

Angegriffene Staaten haben verschiedene Möglichkeiten, gegen Terrorismus vorzugehen. Neben Antiterrormaßnahmen wie der Erhöhung der eigenen Sicherheit und der Fundierung der Informationen über Terroreinheiten (Fusion Center) können Staaten mit Terroristen verhandeln und/oder ihnen Zugeständnisse machen, um weitere Angriffe zu verhindern.
Einen alternativen Ansatz zur Terrorismusbekämpfung hat die Friedensforschung. Konzepte sind zum Beispiel
- unter allen Umständen Verhandlungen mit Terroristen „an einem Tisch“ (Verhandlungslösung suchen) oder
- Prävention durch Bekämpfung von Ursachen des Terrorismus. Zu den Ursachen zählt man Fanatismus, Ungerechtigkeit, geringe Bildung und den daraus resultierenden Hass in der Dritten Welt gegenüber den Industriestaaten bzw. ehemaligen Kolonialmächten.

Als Reaktion auf die Terroranschläge am 11. September 2001 wurden in vielen Staaten so genannte Anti-Terror-Gesetze eingeführt.
Zur Bekämpfung der Terrorismusfinanzierung unter anderem durch Geldwäsche existieren in vielen Staaten staatliche Dienststellen zur Finanztransaktionsuntersuchung, die sogenannten Financial Intelligence Units (FIU).

## Multilaterale Terrorismusbekämpfung
Zahlreiche Abkommen, Resolutionen und Beschlüsse regeln heute völkerrechtlich die Verfolgung und Bestrafung von Terroristen, terroristischen Vereinigungen und terroristischen Straftaten. Als Straftaten weltweit anerkannt sind nur typische Aktionsformen wie Flugzeugentführungen, Geiselnahmen und Sprengstoffanschläge. Es gibt bislang keinen Konsens über eine international einheitliche Definition, was Terrorismus ist. Ziel der Abkommen, wie des Prümer Vertrages oder bilateraler Abkommen über die Vertiefung der Zusammenarbeit bei der Bekämpfung schwerwiegender Kriminalität, ist deswegen bisher nur, die zwischenstaatliche Zusammenarbeit in Strafsachen zu erleichtern.
In den Zuständigkeitskatalog des Internationalen Strafgerichtshofs wurde infolgedessen ein Straftatbestand „Terrorismus“ nicht aufgenommen (in Entwürfen war er noch vorhanden). Nur terroristische Straftaten, die sich als Verbrechen gegen die Menschlichkeit, Kriegsverbrechen oder Völkermord einordnen lassen, fallen in seine Zuständigkeit. Daher sind für die strafrechtliche Verfolgung die jeweiligen nationalen Behörden zuständig.
Nach den Terroranschlägen am 13. November 2015 in Paris forderte der UN-Sicherheitsrat in einer Resolution, die von Frankreich eingereicht und einstimmig verabschiedet wurde, sämtliche Mitglieder der Vereinten Nationen auf, im Kampf gegen die Terrormiliz IS „alle nötigen Maßnahmen“ zu ergreifen. Frankreich selbst hat die Opération Sentinelle eingerichtet, die den Anti-Terror-Plan Vigipirate verstärkt.
Der mangelhafte Informationsaustausch innerhalb der Europäischen Union über islamistische Gefährder wird kritisiert, was darauf zurückgeführt wird, dass man sich bisher auf keine gemeinsame Definition eines Gefährders verständigen konnte.
Die Financial Action Task Force on Money Laundering ist die bedeutendste multilaterale Organisation zur Erarbeitung von Standards und Evaluationen zur Verhinderung von Geldwäsche zur Finanzierung von Terrorismus. In den Egmont Group of Financial Intelligence Units sind die nationalen Dienststellen zur Bekämpfung von Terrorismusfinanzierung zusammengeschlossen.

## Verhinderung terroristischer Online-Inhalte
Der Innenministerrat der Europäischen Union hat sich am 6. Dezember 2018 in Brüssel darüber geeinigt, dass Internet-Provider, egal ob sich ihr Hauptsitz in Europa befinde oder nicht, sich verpflichten müssten, terroristische Inhalte innerhalb einer Stunde zu löschen. Geschehe dies nicht, könnten Geldstrafen die Folge sein. Außerdem müssten sie präventive Maßnahmen setzen, um die Wiederveröffentlichung von schon gelöschten Inhalten zu verhindern. Um die Zusammenarbeit zwischen Providern und den Behörden zu vereinfachen, werden points of contact geschaffen. Der Ratsvorsitz wird in Verhandlungen mit dem Europäischen Parlament treten, um schnellstmöglich zu einer Einigung zu gelangen.

## Situation in Deutschland

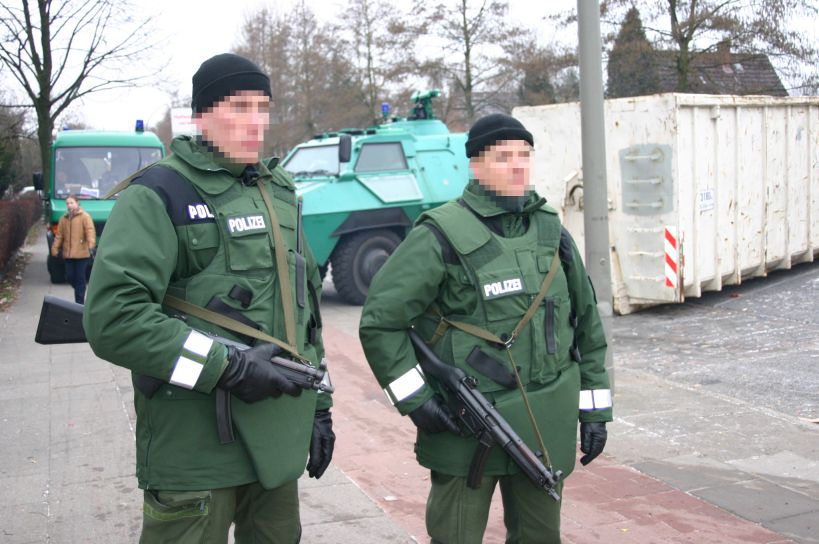
Deutsche Polizisten bewachen das Bundeswehrkrankenhaus Hamburg nach Hinweisen auf einen Terroranschlag

In der Bundesrepublik Deutschland zählen (§§ 129 bis 129b Strafgesetzbuch: Mitgliedschaft in einer terroristischen Vereinigung) so genannte terroristische Angriffe nicht als militärische oder kriegerische Handlungen. Für die Abwehr entsprechender Gefahren ist die Polizei zuständig und nicht die Bundeswehr, für die Strafverfolgung gilt das deutsche Straf- und Strafprozessrecht.
Etwa 2004–2007 wurde im Bundestag darüber debattiert, ob in der Verfassung eine Sicherheitslücke existiere und ob bzw. wie man diese schließen solle. Erwogen wurde eine Erlaubnis für den Einsatz von Kampfflugzeugen der Bundeswehr zum Abschuss von entführten Passagiermaschinen. Am 14. Januar 2004 legte die Bundesregierung dem Bundestag einen Gesetzentwurf („Entwurf eines Gesetzes zur Neuregelung von Luftsicherheitsaufgaben“) vor.
Die Bundeswehr kann die Polizei unter bestimmten Umständen im Wege der Amtshilfe anlassbezogen unterstützen. Das Militär kann gemäß den Deutschen Notstandsgesetzen „beim Schutze von zivilen Objekten und bei der Bekämpfung organisierter und militärisch bewaffneter Aufständischer“ (Art. 87a Abs. 4 GG) eingesetzt werden. Die Bundeswehr kann nach dem Luftsicherheitsgesetz im Falle eines von Terroristen entführten Verkehrsflugzeuges tätig werden. Das Bundesverfassungsgericht hat die unmittelbare Einwirkung mit Waffengewalt, also einen Abschuss, nach § 14 Abs. 3 LuftSiG allerdings für verfassungswidrig erklärt.
Ein zwischenbehördliches Mittel zur Terrorismusbekämpfung ist das Gemeinsame Terrorismusabwehrzentrum.
Die deutsche Dienststelle zur Bekämpfung von Geldwäsche zur Terrorismusfinanzierung ist die dem Zollkriminalamt angeschlossene Zentralstelle für Finanztransaktionsuntersuchungen.
Seit dem 12. September 2014 steht in Deutschland jedwede Beteiligung an der Terrorgruppe „Islamischer Staat“ (IS) unter Strafe. Die Zahl der Ermittlungsverfahren mit Bezug auf den IS-Komplex stelle in Deutschland, so Der Spiegel, „eine besondere Herausforderung für die Strafverfolgungstätigkeit“ dar.

## Situation in den Vereinigten Staaten
Die Regierung von Präsident George W. Bush hat nach den Terroranschlägen vom 11. September 2001 den Kampf gegen den internationalen Terrorismus zu einem wichtigen Bestandteil ihrer Innen- und Außenpolitik erklärt und rief in der Folge den so genannten Krieg gegen den Terror aus (der Terminus „Krieg“ ist freilich umstritten). Unter anderem wurde ein eigenes Ministerium für Innere Sicherheit gegründet, das angeblich 230.000 Mitarbeiter hat. In Anbetracht der nur 10 Terroropfer, die 2012 in den USA starben, sprechen Kritiker von „Terror-Paranoia“.
Dennoch leiden die Einrichtungen, die zur Terrorismusbekämpfung in den USA geschaffen bzw. neu koordiniert wurden, unter personellen, kulturellen und organisatorischen Problemen, so dass sie ihren Aufgaben kaum gerecht werden kann.

## Terrorismusbekämpfung und Menschenrechte
Wenn Verletzungen der Menschenrechte und des Völkerrechts bei der Terrorismusbekämpfung vorkommen, können Demokratien gegen ihre eigenen Grundlagen verstoßen und dadurch an Substanz und Glaubwürdigkeit verlieren. Wenn in der Öffentlichkeit ein Klima erzeugt wird („Globaler Krieg gegen den Terrorismus“), in dem solche Verletzungen gleichsam schon als präventive Notwehr gerechtfertigt werden, wird es wahrscheinlicher, dass sie auch tatsächlich geschehen.
Die Menschenrechtsverletzungen und Kriegsverbrechen im Irak und in Afghanistan, in Abu-Ghraib und in Camp Delta auf Guantánamo sind Beispiele dafür, ebenso die gezielte Tötung von Terrorismusverdächtigen durch die israelische Armee. 2004 wurde der Kopf und Mitbegründer der palästinensischen Organisation Hamas, Scheich Ahmad Yasin, während eines Luftangriffes durch einen israelischen Kampfhubschrauber beim Verlassen einer Moschee getötet. Kurz darauf tötete das israelische Militär den zu Yassins Nachfolger bestimmten Abdel Aziz Rantisi.
Selbes gilt auch für die gravierenden Einschränkungen bürgerlicher Grundfreiheiten durch neue Anti-Terror-Gesetze. Das ARD-Magazin plusminus kommt in seiner Sendung 2006 zu dem Ergebnis: „Bilanz nach fünf Jahren Terrorbekämpfung: Neben sinnvollen Maßnahmen, wie der Einrichtung der Antiterrordatei, werden die Bürger auch ohne greifbare Erfolge überwacht. (…) Die totale Finanzüberwachung hilft nichts gegen diese neuen Formen des Terrorismus. Aber sie kostet Wirtschaft und Verbraucher viel Geld, und die Bürger verlieren ein Stück Freiheit.“
Die Internationale Juristenkommission kam im Februar 2009 in ihrem Report Assessing Damage, Urging Action nach einer 3-jährigen Studie in vierzig Ländern zu dem Ergebnis, dass die ursprünglich gegen den Terrorismus gerichteten Maßnahmen bereits in den Normalbetrieb der Staaten und das alltägliche Justizsystem eingesickert seien. Dies habe für den Begriff des Rechtsstaates langfristige Konsequenzen und gefährde die im letzten Jahrhundert aufgebaute, auf dem Respekt von Menschenrechten beruhende legale Ordnung erheblich.
In einer statistischen Analyse untersuchen Piazza und Walsh (2009) die Frage, inwieweit Menschenrechte nach Terrorangriffen eingeschränkt wurden. Dabei kommen sie zu dem kontraintuitiven Ergebnis, dass Staaten, die besonders schwerwiegende Terrorereignisse erleben, zwar mehr gezielte Tötungen von Terroristen durchführen und mehr Terrorverdächtige „verschwinden“, die Häufigkeit von Folter und politischer Gefangenschaft aber keineswegs systematisch mit Terrorereignissen in einem Land zunimmt. Die Autoren konnten in einer weiteren Studie einen systematischen Zusammenhang zwischen der Missachtung grundlegender Menschenrechte und dem Auftreten terroristischer Ereignisse herausarbeiten. Die theoretische Erklärung beruht dabei auf drei kausalen Mechanismen:
1. Regierungen, die das Recht auf körperliche Unversehrtheit bei ihrer Bevölkerung missachten, können nicht auf notwendige Informationen der Bevölkerung im Kampf gegen Terrorismus zurückgreifen.
2. Die Missachtung körperlicher Rechte erzeugt zusätzliches Konfliktpotential mit anderen politischen Gruppierungen in einem Land.
3. Länder, die das Recht auf körperliche Unversehrtheit missachten, sind keine guten Kooperationspartner für die internationale Staatengemeinschaft.

Die Autoren schlussfolgern, dass weniger der institutionelle Aufbau von Staaten als vielmehr die eigentliche Ausübung von Macht durch Staaten die Anfälligkeit für Terrorismus erklärt. Piazza und Walsh mahnen daher eine weitaus striktere Einhaltung von Menschenrechten an, um so die Gefahr terroristischer Aktionen zu verringern. Damit spielt die Frage der Achtung von Menschenrechten in der Terrorismusdiskussion sowohl für Ziel- als auch für Ursprungsländer von Terrorismus eine bedeutende Rolle.

## Entwicklungshilfe und wohlfahrtstaatliche Maßnahmen
Seit den Anschlägen vom 11. September 2001 ist ein Anstieg von terroristischen Attentaten – vor allen Dingen in Form von Selbstmordanschlägen – zu vermerken. Daher nimmt die Wichtigkeit von adäquaten Antiterrormaßnahmen nicht nur für westliche Staaten stetig an Bedeutung zu. Ferner stellt sich die Frage, inwiefern Entwicklungshilfe seitens entwickelter Länder und eine Steigerung des nationalen Wohlstands in weniger entwickelten Ländern zur Reduktion von transnationalem Terrorismus – d. h.: Täter und Opfer gehören unterschiedlichen Nationalitäten an – beitragen können.
Die wirtschaftliche Situation eines durch Terrorismus betroffenen Landes ist eng mit dem Regierungshandeln verknüpft. Trägt Entwicklungshilfe zur Schaffung von demokratischen und transparenten Institutionen bei und sollte außerdem die Korruption bekämpft und wirtschaftlicher Wohlstand geschaffen werden, so kann Entwicklungshilfe über das verantwortungsbewusste Handeln der Regierung zu einer Reduktion von Terrorismus führen. Vielerorts wird hervorgehoben, es seien speziell die Förderung von Bildung, die Bekämpfung der Armut sowie die Reduktion der sozialen Ungleichheit, die zu steigendem Wohlstand und daher zu einer Reduktion terroristischer Aktivität beitragen können. Entgegen der vorherrschenden Meinung, Terroristen seien relativ arm und wenig gebildet, ergibt sich in der Forschung ein anderes Bild. Gerade eine höhere Bildung ist ausschlaggebend für terroristische Vereinigungen bei der Rekrutierung von Terroristen für strategisch wichtige Ziele. Beispielsweise müssen diese in der Lage sein, sich bei der Vorbereitung transnationaler terroristischer Attentate auch in einer ausländischen Kultur, gegenüber welcher sie mitunter eine tiefe Abneigung empfinden, zurechtzufinden. Empirisch belegt ist der Sachverhalt, dass Geberländer eher Staaten durch Entwicklungshilfe stützen, die häufiger Ursprung von terroristischen Anschlägen sind.
Entwicklungshilfe soll Bildung fördern und Armut bekämpfen. Wichtig ist daher vor allem, was die Regierung des Entwicklungslandes aus der finanziellen Unterstützung macht. Bildungsinhalte müssen genauer unter die Lupe genommen werden. Viele religiöse Schulen oder auch sogenannte Madrasahs werden von Industrieländern finanziert. Dort wird der Schwerpunkt nicht auf Mathematik oder Naturwissenschaften gelegt, sondern auf eine religiöse Ausbildung, die vielen ihren zukünftigen Weg in terroristische Vereinigungen weist. Deshalb ist nicht gesichert, dass allein durch Armutsbekämpfung und Verbesserung der Bildung Terrorismus eingeschränkt oder gar beseitigt werden kann. Weiterhin gehen Geberländer davon aus, dass die vom Terrorismus betroffene Regierung ihre Repressionsmaßnahmen adäquat an das Verhalten der Terroristen anpasst, d. h. staatliche Ausgaben auf Bildung und Anti-Terrormaßnahmen verteilt. Somit ist die Förderung von Bildung – im Gegensatz zu den Ergebnissen von Krüger und Maleckova – nicht per se der Initiator für weitere terroristische Attentate.
Allerdings haben viele Geberländer nicht primär das Interesse, Terrorismus zu bekämpfen, sondern versuchen unter diesem Deckmantel Eigeninteressen voranzutreiben, wie z. B. Ölvorkommen zu erschließen. Die Vereinigten Staaten von Amerika sind hier ein nennenswertes Beispiel. Sie versuchen Freihandel besonders im Mittleren und Nahen Osten voranzutreiben. Sie suchten sich passende Handelspartner, um den Markt zu erweitern und den Wohlstand in diesem Drittland voranzutreiben. Doch auch das schafft wiederum Unmut in der Bevölkerung, da nicht alle davon profitieren. Primär stehen hier die Interessen des Geberlandes im Vordergrund und nicht die Wohlfahrtssteigerung der Bevölkerung.
Viele Staaten bedienen sich eines ausgeklügelten Systems. Frankreich beispielsweise finanziert hauptsächlich ehemalige Kolonien, während Japan nach UN-Wahlmustern differenziert (d. h., wer mit Japan stimmt, bekommt Hilfe). Die USA bevorzugen vorwiegend Israel und Ägypten bzw. demokratisch geprägte Länder im Nahen und Mittleren Osten. Dennoch soll Armut reduziert werden, die Bildung gefördert und vor allen Dingen Korruption bekämpft werden. Nur wenn die Regierung wieder das Vertrauen der Bevölkerung zurückgewinnt, wird sich der Zulauf zu religiös-(fanatischen) Gruppierungen vermindern. Entwicklungshilfe ist somit ein wichtiger Aspekt auf dem Weg zur Terrorbekämpfung, kann aber nicht als allumfassende Lösung betrachtet werden. Die Sicherung eines Wohlfahrtsstaates, welcher soziale Sicherheit garantiert und die Menschen nicht an den Rand des Existenzminimums treibt, ist dabei vordergründig. Ein Staat mit Gewaltenteilung, der politische und bürgerliche Rechte vorsieht, kann so auf lange Sicht von der Entwicklungshilfe profitieren. Korruption wäre besser zu verhindern, und Terrorismus hätte auf Dauer geringere Chancen.

## Kosten
Der weltweite Terrorismus ist billig, braucht sehr wenig Personal, weckt weltweit Aufmerksamkeit und gibt den „Schwachen“ die Möglichkeit, den „Starken“ Angst einzujagen. Seit 2001 wurden weltweit etwa 70 Milliarden US$ für einen besseren Heimatschutz ausgegeben (Stand: 2008). Eine Verstärkung der Verteidigungsmaßnahmen um 25 Prozent weltweit würde in den darauf folgenden fünf Jahren weitere 75 Milliarden US$ kosten. Bjørn Lomborg, umstrittener Professor an der Business School von Kopenhagen, bezweifelt mit seinen Berechnungen stark die Kosten-/Nutzen-Relation der eingesetzten Mittel zur Terrorismusbekämpfung.